# Dimidiumbromid
Dimidiumbromid ist eine polycyclische organische Verbindung aus der Gruppe der Phenanthridin-Farbstoffe. Die rote, geruchlose Substanz ist wenig löslich in Wasser, besser in organischen Lösungsmitteln wie Chloroform, Dichlormethan und Methanol. Das homologe Ethylderivat ist das Ethidiumbromid.

## Verwendung
Dimidiumbromid wird zusammen mit Disulfinblau VN 150 als Mischindikator für eine Epton-Titration verwendet. 
Es findet weiterhin Anwendung als Nachweisreagenz für Nukleinsäuren.